# Shamrock V
Pour les articles homonymes, voir Shamrock.
Shamrock V est le premier voilier de Classe J et le seul construit en bois sur des membrures en acier.
Il fut mis en chantier en 1930 pour Sir Thomas Lipton qui voulait relever son cinquième défi de la Coupe de l'America. 

## Construction
Conçu par le célèbre architecte naval Charles Ernest Nicholson, il était le premier yacht britannique à être construit selon la règle de classe J et reste le seul de cette classe qui n'a pas connu de déshérence ultérieure. Après son lancement, il fut continuellement mis à jour grâce aux modifications apportées sur la forme de la coque et sur le gouvernail. La plate-forme a également été modifié pour obtenir un plan de voilure plus efficace mais il n'a pas pu concurrencer Enterprise, le détenteur en titre américain, d'une conception plus moderne.

## Histoire

Guidon du RUYC

Sir Thomas Sopwith (célèbre pour ses avions de chasse de la Première Guerre mondiale) qui avait une grande expérience des régates  acheta le yacht en 1932 pour servir de « lièvre » dans les entraînements des Classe J.
Grâce à l'expérience glanée en naviguant avec Shamrock V, il put améliorer son nouveau challenger Endeavour.
Thomas Sopwith a ensuite revendu Shamrock V à son ami Sir Richard Fairey, directeur de Fairey Aviation. Celui-ci, en plaisancier averti, régata souvent en compagnie des deux nouveaux Classe J en acier, construits au cours des années 1933 et 1934 : Velsheda et Endeavour.
En 1937, il fut acheté par un sénateur italien, Mario Crespi, qui installa à l'intérieur un élégant décor en érable moucheté.
Les lois fascistes de l'époque n'admettant pas les noms à consonance anglaise, il fut rebaptisé Quadrifoglio, la traduction quasi-littérale de son nom originel…
Il échappa à la destruction en étant ensuite caché dans un hangar pendant la Seconde Guerre mondiale.
Après la mort de son propriétaire en 1962, il fut racheté in extremis par Piero Scanu qui le confia en 1975 au chantier Camper and Nicholsons (de) pour restauration.
Racheté enfin en 1986 par la société Lipton, il reprit son nom originel à cette occasion et fut confié au musée naval de Newport.
Il retourne à terre en 1999, au chantier Pendennis de Falmouth où notamment, ses voiles et ses écoutes sont remplacées. Il régate depuis avec d'autres Classe J, notamment Ranger et Velsheda.